# Élections municipales de 1987 à Séville
Les élections municipales de 1987 à Séville (en espagnol : elecciones municipales de 1987 en Sevilla) se tiennent le mercredi 10 juin 1987, afin d'élire les 31 conseillers municipaux de Séville pour un mandat de quatre ans.

## Contexte
Le 24 mai 1983, à la suite des élections municipales du 8 mai, le socialiste Manuel del Valle (es) est élu maire de Séville par le conseil municipal : il reçoit le soutien des 19 élus de son groupe, les 12 autres conseillers municipaux faisant le choix de l'abstention.

## Mode de scrutin

### Conditions de candidature
Peuvent présenter des candidatures, : 
- les partis et fédérations de partis inscrits auprès des autorités ;
- les coalitions de partis et/ou fédérations inscrites auprès de la commission électorale au plus tard dix jours après la convocation du scrutin ;
- et les électeurs de la commune, s'ils représentent au moins 5 000 parrainages.

### Répartition des sièges
Le nombre de conseillers municipaux est établi en fonction de la population de la commune. Les communes de plus de 100 001 habitants comptent 25 conseillers et un conseiller supplémentaire pour 100 000 habitants ou fraction, ainsi qu'un conseiller supplémentaire si le total de conseillers municipaux constitue un nombre pair. Séville comptant officiellement 651 084 habitants recensés à la fin de l'année 1986, elle dispose de 31 conseillers municipaux.
Seules les listes ayant recueilli au moins 5 % des suffrages valides — qui constitue le total des suffrages exprimés et des bulletins blancs — peuvent participer à la répartition des sièges à pourvoir dans cette même circonscription, qui s'organise en suivant différentes étapes : 
- les listes sont classées en une colonne par ordre décroissant du nombre de suffrages obtenus ;
- les suffrages de chaque liste sont divisés par 1, 2, 3... jusqu'au nombre de députés à élire afin de former un tableau ;
- les mandats sont attribués selon l'ordre décroissant des quotients ainsi obtenus[5],[6],[7].

### Élection du maire
Le maire est élu par le conseil municipal, parmi les conseillers municipaux ayant occupé la première place de leurs listes respectives. Est élu maire celui qui recueille le soutien de la majorité absolue des conseillers. Si aucun candidat n'atteint cette majorité, le conseiller municipal ayant occupé la première place de la liste qui a recueilli le plus grand nombre de suffrages est proclamé maire.

## Campagne

### Principales listes
| Force politique | Force politique                                                                                              | Force politique | Idéologie                                                  | Tête de liste                 | Résultats en 1983       |
| --------------- | --- | --------------- | ---------------------------------------------------------- | ----------------------------- | ----------------------- |
|                 | Parti socialiste ouvrier espagnol (es) Partido Socialista Obrero Español                                     | PSOE            | Centre gauche Social-démocratie, progressisme              | Manuel del Valle (es) (Maire) | 56,5 % des voix 19 élus |
|                 | Alliance populaire (es) Alianza Popular                                                                      | AP              | Droite Conservatisme, démocratie chrétienne                | Soledad Becerril              | 29,7 % des voix 10 élus |
|                 | Gauche unie Les Verts – Appel pour l'Andalousie (es) Izquierda Unida Los Verdes - Convocatoria por Andalucía | IULV-CA         | Gauche Communisme, écologisme, nationalisme                | José Ernesto Santos           | 8,9 % des voix 2 élus   |
|                 | Partido Andalucista (fr) Parti andalouciste                                                                  | PA              | Centre gauche Social-démocratie, fédéralisme, nationalisme | Alejandro Rojas-Marcos (es)   | 3,0 % des voix 0 élu    |

## Résultats
|                        |                                                              |         |       |       |        |               |  |  |  |  |  |  |  |  |
| Parti                  | Parti                                                        | Voix    | %     | +/-   | Sièges | +/-           |  |  |  |  |  |  |  |  |
|                        | Parti socialiste ouvrier espagnol (PSOE)                     | 112 388 | 38,75 | 17,73 | 13     | 6             |  |  |  |  |  |  |  |  |
|                        | Alliance populaire (AP)                                      | 71 287  | 24,58 | 5,15  | 8      | 2             |  |  |  |  |  |  |  |  |
|                        | Partido Andalucista (PA)                                     | 60 479  | 20,85 | 17,87 | 7      | 7             |  |  |  |  |  |  |  |  |
|                        | Gauche unie Les Verts – Appel pour l'Andalousie (IULV-CA)    | 26 562  | 9,16  | 0,26  | 3      | 1             |  |  |  |  |  |  |  |  |
|                        | Centre démocratique et social (CDS)                          | 6 968   | 2,40  | 1,22  | 0      | en stagnation |  |  |  |  |  |  |  |  |
|                        | Parti des travailleurs d'Espagne – Unité communiste (PTE-UC) | 3 954   | 1,36  | Nv    | 0      | en stagnation |  |  |  |  |  |  |  |  |
|                        | Parti démocrate populaire (PDP)                              | 2 602   | 0,90  | Nv    | 0      | en stagnation |  |  |  |  |  |  |  |  |
|                        | Les Verts (es) (LV)                                          | 1 750   | 0,60  | Nv    | 0      | en stagnation |  |  |  |  |  |  |  |  |
|                        | Autres partis                                                | 1 661   | 0,57  | -     | 0      | -             |  |  |  |  |  |  |  |  |
|                        | Vote blanc                                                   | 2 416   | 0,83  | Nv    |        |               |  |  |  |  |  |  |  |  |
|                        |                                                              |         |       |       |        |               |  |  |  |  |  |  |  |  |
| Suffrages exprimés     | Suffrages exprimés                                           | 290 067 | 98,81 |       |        |               |  |  |  |  |  |  |  |  |
| Votes nuls             | Votes nuls                                                   | 3 492   | 1,19  |       |        |               |  |  |  |  |  |  |  |  |
| Total                  | Total                                                        | 293 559 | 100   | -     | 31     | en stagnation |  |  |  |  |  |  |  |  |
| Abstention             | Abstention                                                   | 185 393 | 38,71 |       |        |               |  |  |  |  |  |  |  |  |
| Inscrits/Participation | Inscrits/Participation                                       | 478 952 | 61,29 |       |        |               |  |  |  |  |  |  |  |  |

## Suites
En raison d'un désaccord entre leurs directions nationales respectives, le Parti socialiste et la Gauche unie échouent à conclure un accord en Andalousie pour former des majorités communes à la veille de la constitution de la nouvelle mandature. Le 30 juin 1987, le socialiste Manuel del Valle (es) est donc réélu maire de Séville avec les seules voix favorables des élus socialistes.